# Estadio Parque Artigas
O Estádio Artigas é um estádio no Uruguai localizado na cidade de Paysandú. Pertence à administração do departamento homônimo, que cede o estádio para atividade local e para a equipe do Paysandú Fútbol Club jogar em casa. Foi reconstruído para a Copa América de 1995 e tem capacidade para 25.000 pessoas. Sua reabertura foi realizada em 26 de junho de 1995. Desde 2011 a Bancada Ocidental está desativada devido ao perigo de desabamento.
O Paysandú Bella Vista e o Paysandú Fútbol Club atuaram no Estádio Artigas quando jogaram na Primeira Divisão do Uruguai.